# 吉村兼庚
𠮷村 兼庚（よしむら かねとし、1990年〈平成2年〉11月22日〉-）は、日本の居合術家、真武想流。
神奈川県相模原市出身。

## 略歴
山梨県立山梨園芸高等学校（現・山梨県立笛吹高等学校）、山梨学院大学法学部法学科を卒業。
徳川家直参旗本右筆𠮷村左衛門尉22代目末裔。
5歳から剣道を学ぶ。18歳から剣術、居合道の修行を開始。29歳で師匠である父より自流の許しを得て“真武想流居合術”を興す。“一振で誰かを笑顔にする剣”を求めて剣術・居合術の見聞、演武等の表現活動を行っている。
大学生当時、自由民主党所属の衆議院議員であった宮川典子のもとで学生インターンをしていた。

## 出演

### イベント・舞台
- 武田信玄公生誕祭 – UTAGE – (甲府市と共同主宰)[4]
- 太陽のフェスティバル sol fes vol.2～world music, world dance～(2021/野外フェス)[5]
- 音楽劇 “ YOU CAN FLY!~明日を信じて~”グラウン役 (2022/3.19・3.20公演)[6]

### 動画
- ヴァンフォーレ甲府 選手紹介の武士 (2021)[7]
- 山梨県警電話詐欺撲滅動画・犯人役(2021)[8]

### 雑誌
- 月刊「致知」 1月号 (2022)[9]

## 関連著名人
- 宮川典子